# 小形アメーバ
小形アメーバ（こがたアメーバ）は、種名としてはアメーボゾアのアーケアメーバ綱ペロミクサ目マスチゴアメーバ科に分類される嫌気性アメーバの1種（学名: Endolimax nana）のことである。ヒトなどの大腸内に生育するが、一般的に病原性はないと考えられている。アメーバ細胞（栄養体、トロフォゾイト）は葉状の仮足を形成し、ゆっくりと運動、細菌を捕食する（図1）。核は1個、不定形の核小体が存在する。耐久細胞であるシスト（嚢子）は、4核をもつ。

## 特徴
アメーバ細胞（栄養体、トロフォゾイト）の大きさはふつう 6-12 µm だが、連続的な滑走時には 30 µm に達することもある。葉状の仮足を形成し、ゆっくりと運動する。仮足（偽足）は透明な幅広い鈍円形、内質と外質の区分は不明瞭（図1）。核は球形、直径 2–2.5 µm、不定形の核小体を含み、核膜に沿った染色質顆粒は見られない（図1）。リボソームRNA遺伝子が、おそらくゲノム内多型を示す。細菌を捕食し、食胞を形成する。
耐久細胞であるシストは卵形、大きさは 6–9 × 5–7 µm、ヒトの腸に生育する他のアメーバ類のシストに比べて小さい。シスト壁は 80 nm と薄く、表面は平滑。電子顕微鏡観察では、典型的なミトコンドリアやゴルジ体、粗面小胞体、中心体や微小管は見つかっていない。特徴的な構造として、一重膜の管状構造とそれに沿った2列のリボソーム様顆粒列が報告されている。成熟したシストは、ふつう4つの細胞核を含むが、さらに核分裂をして5-8核になっていることがまれにある。核膜には染色質が薄く付随しており、核膜孔はない。まれにグリコーゲン塊が散在していることがある（近縁属であるヨードアメーバ属では大きなグリコーゲン塊が発達している）。

## 生活環
シストは経口感染し（図2②）、シスト壁の孔を通って脱シストし（図2③）、続けて細胞分裂を行って単核のアメーバ細胞（栄養体）となる。栄養体は大腸（結腸や盲腸）に生息し、細菌を捕食、二分裂によって増殖する。栄養体はときにシストを形成し、シストは糞便中に排出される（図2①）。類似した腸内アメーバ（赤痢アメーバなど）に比べてシスト排出量が多い（1 g あたり約8000個）とされる。シストは、実験的には室温で最長2週間、低温では最長2ヶ月間生存しているが、自然環境ではより短い。汚染された水や野菜などを通じて再び感染する。栄養体が排出されることもあるが、すぐに死滅する。

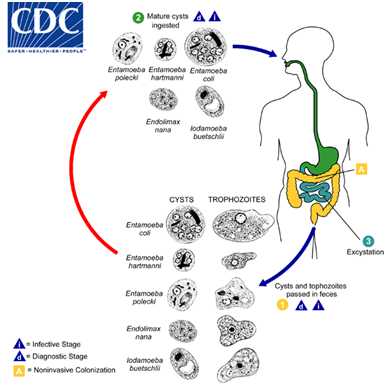
2. 小形アメーバの生活環: シストが経口感染し（②の左下）、小腸で脱シスト（③）、大腸（オレンジ色）で増殖する。シストや栄養体は糞便と共に排出される（①下から2番目）。

感染は慢性に推移し、Clifford Dobell が自身で実験した際には、感染が17年間以上持続していた（ただし、ヒトではなくトクモンキーに由来するものを使用）。

## 宿主
エンドリマックス属の宿主特異性についてははっきりしていない。異なる宿主に由来するものは別種とする説から、単一の種が広い宿主範囲をもつとする説まである。サルから得られた Endolimax kueneni (Endolimax cynomolgi) やブタから得られた Endolimax tayassusi (Endolimax suis) は、小形アメーバと同種とすることもある。
Clifford Dobell は、トクモンキーに由来するエンドリマックスを自身に感染させることに成功し、これが17年間以上持続することを見出した。また、彼はこのエンドリマックスをアカゲザルに感染させることにも成功した。

## 人間との関わり
食品や水がシストで汚染されることにより、経口感染する。特にアフリカ大陸と南アメリカ大陸で感染率が高く、世界全体での感染率は13.9%とも推定されている。
小形アメーバは、ふつう病原性をもたないと考えられている。断続的または慢性の下痢を引き起こす可能性が示されることもあるが、一般的には衛生条件が悪いこと（他の微生物も感染しやすい）の反映だと考えられている。ただし、病原性を示す可能性を完全に排除することもできない。小形アメーバの除去には、メトロニダゾールおよびジフェタルゾンが有効であることが報告されている。

## 系統と分類

### 分類史
小形アメーバは、1912年に Wenyon によって発見され、Wenyon & O'Conner (1917) によってエントアメーバ属の新種 Entamoeba nana として記載されたが、同年やや遅れて Kuenen & Swellengrebel (1917) によって同じ生物が親属新種 Endolimax intestinalis として記載された。そのため、小形アメーバの種名は、両者を組み合わせた Endolimax nana となる。
より古くに記載された Entamoeba phagocytoidees Gauducheau, 1907 が小形アメーバと同種とする考えもあり、この場合小形アメーバの種名は Endolimax phagocytoidees (Gauducheau, 1907) Brumpt, 1922 となるが、Gauducheau (1907) の記載が不十分であるため一般には受け入れられていない。

### 高次分類
古典的には、肉質虫亜門葉状仮足綱無殻アメーバ亜綱アメーバ目管形亜目エントアメーバ科などに分類されていた。エントアメーバ科には、小形アメーバが含まれるエンドリマックス属の他にエントアメーバ属（Entamoeba）やヨードアメーバ属（Iodamoeba）など動物の腸管内に生育する嫌気性アメーバ類が分類されていた。
分子系統学的研究が行われるようになると、エントアメーバ科に分類されていた嫌気性アメーバ類はアメーバ属（ツブリネア綱）などとはやや系統的に異なることが示され、マスチゴアメーバ属（Mastigamoeba）やペロミクサ属（Pelomyxa）とともにアーケアメーバ綱に分類されるようになった。またアーケアメーバ綱内において、エンドリマックス属やヨードアメーバ属はエントアメーバ属よりもマスチゴアメーバ属に近縁であることが示されたため、エントアメーバ科からは除かれ、マスチゴアメーバ科に移された（その過程で独自のエンドリマックス科 Endolimacidae に分類されたこともある）。エンドリマックス属の姉妹群はヨードアメーバ属であることが示されている。

### エンドリマックス属
エンドリマックス属には、哺乳類、鳥類、爬虫類、両生類、魚類、昆虫から10種以上が記載されている（表1）。ただし、宿主特異性についての知見やDNA情報に乏しいため、エンドリマックス属内の種分類については不明瞭である。
表1. エンドリマックス属の種
- Endolimax Kuenen & Swellengrebel, 1917（エンドリマックス属）
= Hyalolimax Brumpt & Lavier, 1935
  - Endolimax blattae Lucas, 1927
ゴキブリの後腸に共生。
  - Endolimax caviae Hegner, 1926
モルモットの盲腸に共生。
  - Endolimax clevelandi Gutierrez-Ballesteros & Wenrich, 1950
カメ（Pseudemys floridana）の直腸に共生。
  - Endolimax gregariniformis (Tyzzer, 1920)
= Pygolimax gregariniformis Tyzzer, 1920; Endolimax janisae Hegener, 1926
ニワトリ、アヒル、シチメンチョウ、ガチョウ、キジ類、サギ、フクロウなどの盲腸に共生。
  - Endolimax leptocoridis Kay, 1940
ヒメヘリカメムシ（Leptocoris trivittatus）の腸管に共生。
  - Endolimax nana (Wenyon & O'Conner, 1917) Brug, 1918（小形アメーバ）（タイプ種）
= Entamoeba nana Wenyon & O'Conner, 1917; Endolimax intestinalis Kuenen & Swellengrebel, 1917; Endolimax kueneni Brug, 1920; Endolimax cynomolgi Brug, 1923; Endolimax gildemeisteri Momcilo, 1936
ヒト、サルの大腸に共生。
  - Endolimax piscium Constenla, Pardros & Palenzuela, 2013
ヒラメの一種（Solea senegalensis）の消化管、肝臓、骨格筋、心臓、腎臓に寄生し、肉芽腫や膿瘍を形成する。
  - Endolimax ranarum (Epstein & Ilovaisky, 1914) Wenyon, 1926
= Naegleria ranarum Epstein & Ilovaisky, 1914
カエル（成体と幼生）の大腸に共生。
  - Endolimax ratti Chiang, 1925
= Endolimax muris Chiang, 1925
ネズミの大腸に共生。
  - Endolimax reynoldsi McFall, 1926
ハリトカゲ属（Sceloporus undulatus）の腸管に共生。
  - Endolimax tayassusi Mello & Amaral, 1952
= Endolimax suis Simitch, Chibalitch, Pétrovitch & Heneberg, 1959
ブタの腸管に共生。
  - Endolimax suggrandis Hendersonl, 1941
シロアリの腸管に共生。
  - Endolimax termitis Kirby[16], 1927
シロアリ（Mirotermes hispaniolae）の腸管に共生。